# 伊曽島村
伊曽島村（いそじまむら）は、三重県桑名郡にあった村。現在の桑名市長島町の南半にあたる。

## 地理
- 海洋：伊勢湾
- 河川：木曽川、揖斐川

## 歴史
- 1889年（明治22年）4月1日 - 町村制の施行により、横満蔵新田・松蔭新田・白鶏新田・福豊新田・都羅新田・赤地新田・鎌ヶ地新田・葭ヶ須新田・長地新田・福井附新田・福吉新田の区域をもって発足。
- 1956年（昭和31年）9月30日 - 長島町に編入。同日伊曽島村廃止。

## 交通

### 道路
現在は伊勢湾岸自動車道の湾岸長島インターチェンジ・湾岸長島パーキングエリアが所在するが、当時は未開通。